# Alcides Villaça
Alcides Celso Oliveira Villaça (Atibaia, 28 de novembro de 1946) é um poeta, ensaísta e crítico literário brasileiro. É professor da Universidade de São Paulo desde 1973, tendo como foco de pesquisa a literatura brasileira, particularmente Machado de Assis, Carlos Drummond de Andrade, Manuel Bandeira, Ferreira Gullar e João Cabral de Melo Neto. Como poeta, recebeu, em 1967, menção honrosa no Concurso Governador do Estado, na categoria poesia.